# Изложба „Цртежи и ситна пластика” (1969)
Изложба „Цртежи и ситна пластика” се одржала у периоду од 1. до 10. октобра 1969. године у Уметничком павиљону „Цвијета Зузорић”, некадашњи Мали Калемегдан, у Београду.

## Уметнички савет
Избор радова за изложбу је обавио Уметнички савет Удружења ликовних уметника Србије:
- Сликарска секција
  - Божидар Продановић
  - Властимир Дискић
  - Драгомир Лазаревић
  - Мома Марковић
- Вајарска секција
  - Славољуб Станковић
  - Олга Јеврић
  - Антон Краљић

## Излагачи
1. Милан Бесарабић
2. Радмила Бобић Фијатовић
3. Коста Богдановић
4. Славољуб Богојевић
5. Иванка Божовић
6. Милан Верговић
7. Душко Вијатов
8. Мемнуна Вила Богданић
9. Драга Гага Вуковић
10. Ангелина Гаталица
11. Оливера Грбић
12. Миливој Елим Грујић
13. Савица Дамјановић
14. Александар Дедић
15. Љубомир Денко Денковић
16. Милица Динић
17. Емир Драгуљ
18. Заре Ђорђевић
19. Јован Зец
20. Бошко Илачевић
21. Ксенија Илијевић
22. Љубодраг Јанковић
23. Никола Јанковић
24. Олга Јеврић
25. Александар Бириљ Јовановић
26. Стеван Кнежевић
27. Божидар Ковачевић
28. Даница Кокановић Младеновић
29. Драгомир И. Лазаревић
30. Гордана Лазић
31. Александар Луковић
32. Бранко Манојловић
33. Љубодраг Пенкин Маринковић
34. Мома Марковић
35. Мира Сандић Марковић
36. Велимир Матејић
37. Момчило Миловановић
38. Славољуб Миловановић
39. Раденко Мишевић
40. Душан Мишковић
41. Миша Младеновић
42. Муслим Мулићи
43. Мирослав Николић
44. Бранко Омчикус
45. Ружица Беба Павловић
46. Славка Петровић Средовић
47. Мирко Почуча
48. Божидар Продановић
49. Славољуб Радојчић
50. Екатерина Ристивојев
51. Вера Тори Ристић
52. Сава Сандић
53. Љубица Сокић
54. Милица Стевановић
55. Мирослав Стојановић
56. Стево Стојановић
57. Војин Стојић
58. Љубица Тапавички
59. Тања Тарновска
60. Олга Тиран
61. Шандор Торок
62. Стојан Трумић
63. Петар Ћурчић
64. Реџеп Фери
65. Златана Чок
66. Томислав Шебековић
67. Јелисавета Шобер